# Водичев, Андрей Владимирович
Андрей Влади́мирович Во́дичев (р. 1975) — украинский актёр. Лауреат Национальной премии имени Тараса Шевченко (2006). Заслуженный артист Украины (2021).

## Биография
Родился 9 октября 1975 года в Керчи. В 1993 году окончил театральную студию при Львовском молодёжном театре имени Леся Курбаса, в 1996 году — ХГУ (специальность — французская филология).

## Творчество

### Роли в театре

#### Львовский молодёжный театр имени Леся Курбаса
- 1993 — «Благодарный Эродий» Г. С. Сковороды — Эродий
- 1994 — «Забавы для Фауста», по роману «Преступление и наказание» Ф. М. Достоевского — Раскольников
- 1995 — «Апокрифы», Л. Украинки — Иуда, Публий
- 1995 — «Сон», вечер поэзии Т. Г. Шевченко
- 1995 — «Вишнёвый сад» А. П. Чехова — Епиходов
- 1996 — «Молитва к звездам», вечер поэзии Богдана Игоря Антонича
- 1999 — «Хвала Эросу» по «Пиру» Платона — Федр
- 2000 — «Марко Проклятый, или Восточная легенда» по поэзии В. С. Стуса — Мамай
- 2001 — «Ирмос» музыкальная фреска
- 2000 — «Каменный властелин» по Л. Украинке — Дон Жуан
- 2002 — «Silenus Alcibiadis» по «Пиру» Платона — Алкивиад
- 2004 — «Богдан» Клима — Неизвестный
- 2005 — «Наркис» Г. С. Сковороды — Друг
- 2010 — «Король Лир» У. Шекспира — Глостер

#### Театр LaMama,Нью-Йорк,США
- 1995 — «Лесная песня» Леси Украинки — Перелесник

#### Национальный драматический театр имени Франко
- 2007 — «Лев и львица» И. Коваль — Ангел, Танеев
- 2007 — «Одиссея» по Гомеру — Гомер
- 2008 — «Эдит Пиаф» Юрий Рыбчинский — Марсель Марсо
- 2009 — «Два цветка индиго» Александр Билозуб

## Преподавание
- 1996 — Курс лекций и тренингов в Колумбийском, Пенсильванском университетах, Saratoga Международном Институте Театра (США)
- 1996 — Майстер—класс в Workcentre of Jerzy Grotowski, Понтедера (Италия)
- 1996 — Курс лекций и тренингов в Центре творческих поисков при Уельском университети (Великобритания)
- 2001—2005 — Майстерство актёра на факультете искусств в Национальном Университете им. И. Франка, Львов
- 2007—2009 — Майстерство актёра на факультете телережиссуры в Национальном Университете театра, кино и телевидения имени И. К. Карпенко-Карого (Киев)

## Награды и премии
- Премия за лучшую мужскую роль, Апокрифы (2002; Международный фестиваль Боспорские агоны)
- Национальная премия Украины имени Тараса Шевченко (2006) — за исполнение ролей в спектаклях  «Благодарный Еродий», «Наркис» Г. С. Сковороды «Хвала Эросу» по «Пиру» Платона, «Марко Проклятый, или Восточная легенда» по поэзии В. С. Стуса[2]